# Sam (mascote)
Sam é o mascote das Olimpíadas de Los Angeles realizadas em 1984 em Los Angeles. Ele é uma águia-de-cabeça-branca, ave símbolo nacional dos Estados Unidos, onde foram realizados os jogos.Seu nome também sugere uma afinidade com Uncle Sam, outro símbolo americano. Ele foi desenhado pela Lenda da Disney, Bob Moore.
Sam é muitas vezes confundido pelos visitantes da Disneyland, e também nas documentações dos projetos de mascote para os Jogos Olímpicos de Verão, por um outro mascote da Disney chamado Eagle Sam, ex personagem atração da Disneyland, America Sings, projetado pelo animador Marc Davis. Ele tem o mesmo nome de Sam the Eagle do The Muppet Show, mas os personagens não tem correlação. Ele ainda é conhecido como águia Sam no Japão, onde uma série animada de mesmo nome foi ao ar em 1983, um ano antes dos Jogos. Mesmo após a conclusão dos Jogos, Sam the Eagle ainda é usado para promover um evento de atletismo, the Mt. SAC Relays no Mt. San Antonio College, especificamente no seu evento "LA84 Youth Days", promoção para os jovens interessados em atletismo, gerido por um grupo de caridade fundada durante os Jogos Olímpicos.